# Bellignies
Bellignies és un municipi francès, situat a la regió dels Alts de França, al departament del Nord. L'any 2006 tenia 911 habitants. És travessat pel riu Hogneau, afluent de l'Escalda.

## Demografia
| 1962                                       | 1968 | 1975 | 1982 | 1990 | 1999 |
| ------------------------------------------ | ---- | ---- | ---- | ---- | ---- |
| 857                                        | 880  | 888  | 912  | 901  | 836  |
| Des de 1962: població sense dobles comptes |      |      |      |      |      |

## Administració
| Període | Identitat        | Partit |
| ------- | ---------------- | ------ |
| 2001-   | Danièle Druesnes |        |